# 弗里施霍夫斯巴赫河

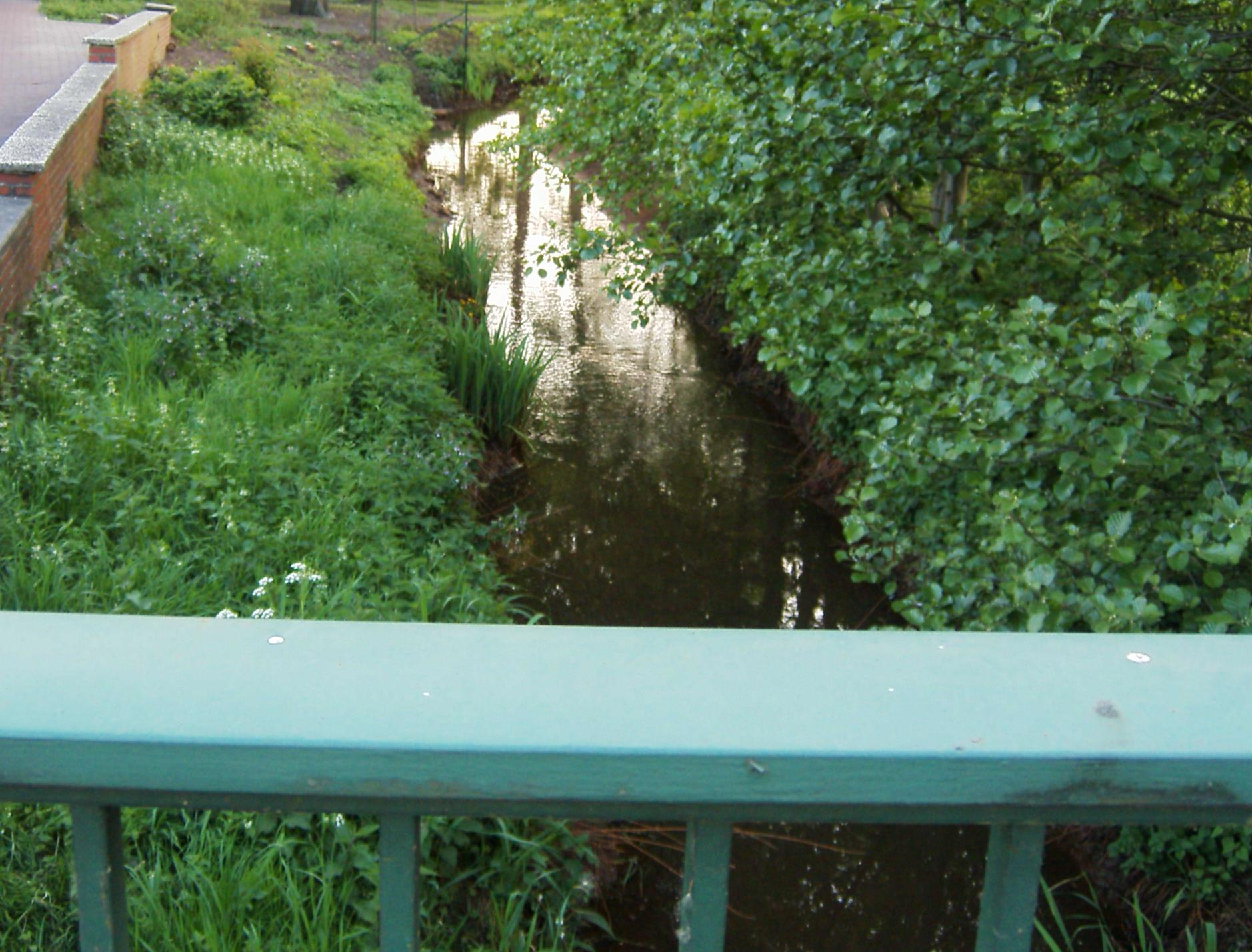

52°14′59.394161″N 7°28′21.206621″E / 52.24983171139°N 7.47255739472°E
弗里施霍夫斯巴赫河（德語：Frischhofsbach），是德國的河流，位於該國西部，流經北萊茵-威斯特法倫州，屬於埃姆斯河的左支流，河道全長18.6公里，流域面積52.2平方公里。